# João Soares (cestista)
João Filipe Valente Soares (Ovar, 27 marzo 1990) è un cestista portoghese.

## Palmarès
- Campionati portoghesi: 4

Ovarense: 2007-08
Porto: 2010-11
Benfica: 2014-15, 2016-17
- Coppa di Portogallo: 6

Porto: 2010, 2012, 2019
Benfica: 2015, 2016, 2017
- Supercoppe del Portogallo: 6

Ovarense: 2007
Porto: 2011, 2019
Benfica: 2014, 2015, 2017